# Чад Гандебі
Чад Гандебі (англ. Chad Hundeby, 0 грудня 1950 — 12 червня 2021) — американський плавець.
Чемпіон світу з водних видів спорту 1991 року.